# Toni Kurz
Toni Kurz   (Berchtesgaden, 13 de gener de 1913 - Eiger, 22 de juliol de 1936) fou un alpinista alemany actiu en la dècada de 1930. Va morir durant un intent d'escalar la cara nord de l'Eiger amb el seu company Andreas Hinterstoisser.

## Biografia
Toni Kurz va néixer el 13 de gener de 1913 a Berchtesgaden, Baviera, Alemanya, on va ser criat. Va completar un breu aprenentatge com a lampista abans d'unir-se al Wehrmacht el 1934 com a soldat professional. Juntament amb el seu amic de la infància Andreas Hinterstoisser, va fer nombroses primeres ascensions de pics en els Alps de Berchtesgaden, incloent algunes de les escalades més difícils de l'època. Els dos joves van pujar la paret sud-oest del Berchtesgadener Hochthron el 1934, i la paret sud de la columna recta el 1936. També van fer els primers ascensos al Reiter Alpe a la frontera entre Alemanya i Àustria, i de la ruta del sud directe fins a la Watzmannkinder al Watzmann el 1935.
El juliol del 1936, Kurz i Hinterstoisser van deixar Berchtesgaden, on estaven servint a l'exèrcit, i van viatjar amb bicicleta a Kleine Scheidegg, Suïssa per intentar escalar l'Eiger per la cara nord. A la muntanya, es van trobar amb dos escaladors austríacs—Edi Rainer i Willy Angerer— i els quatre van decidir continuar junts.
Durant l'ascens, Angerer va ser ferit per la caiguda de roques despreses per la calor del sol mentre creuaven la primera glacera. Com a resultat de l'empitjorament de Angerer i el seu progrés lent a través de la segona glacera, van abandonar l'intent a l'Eiger i van decidir baixar. Un altre repte va sorgir quan Kurz i els seus companys no van poder travessar pel Pas Hinterstoisser i van haver de rapelar. Una altra allau va provocar la mort de Hinterstoisser. Més tard, Willy Angerer, ara pujant per sota de Kurz, es va estavellar contra la paret, morint a l'instant. Edi Rainer, l'escalador que havia estat assegurant els altres dos, va ser envestit contra la paret i va morir minuts després per asfíxia. Kurz va quedar il·lès.
Més tard aquest mateix dia, quan el clima estava empitjorant, un equip de rescat va intentar arribar Kurz des de baix, ascendint a través del túnel de ferrocarril que corre a través de la muntanya, el Jungfraubahn. No van poder arribar a Kurz a causa de la severitat de la tempesta i van ser obligats a abandonar-lo penjat, desprotegit i exposat a la intempèrie durant tota la nit. L'endemà, l'equip va intentar de nou efectuar el rescat; Kurz va fer l'esforç, malgrat una mà congelada a causa de la pèrdua d'un guant, per rapelar per la cara de la muntanya i arribar a l'equip. Per aconseguir això, primer havia de tallar la corda que l'unia al cadàver del seu company que penjava sota seu, i després pujar i tallar la corda de l'altre company mort. Per augmentar la longitud de la seva corda, va desfer les tres vetes i les va lligar juntes de nou. Tot aquest procés va durar cinc hores esgotadores. Després va baixar la corda als rescatadors, perquè unissin la seva corda.

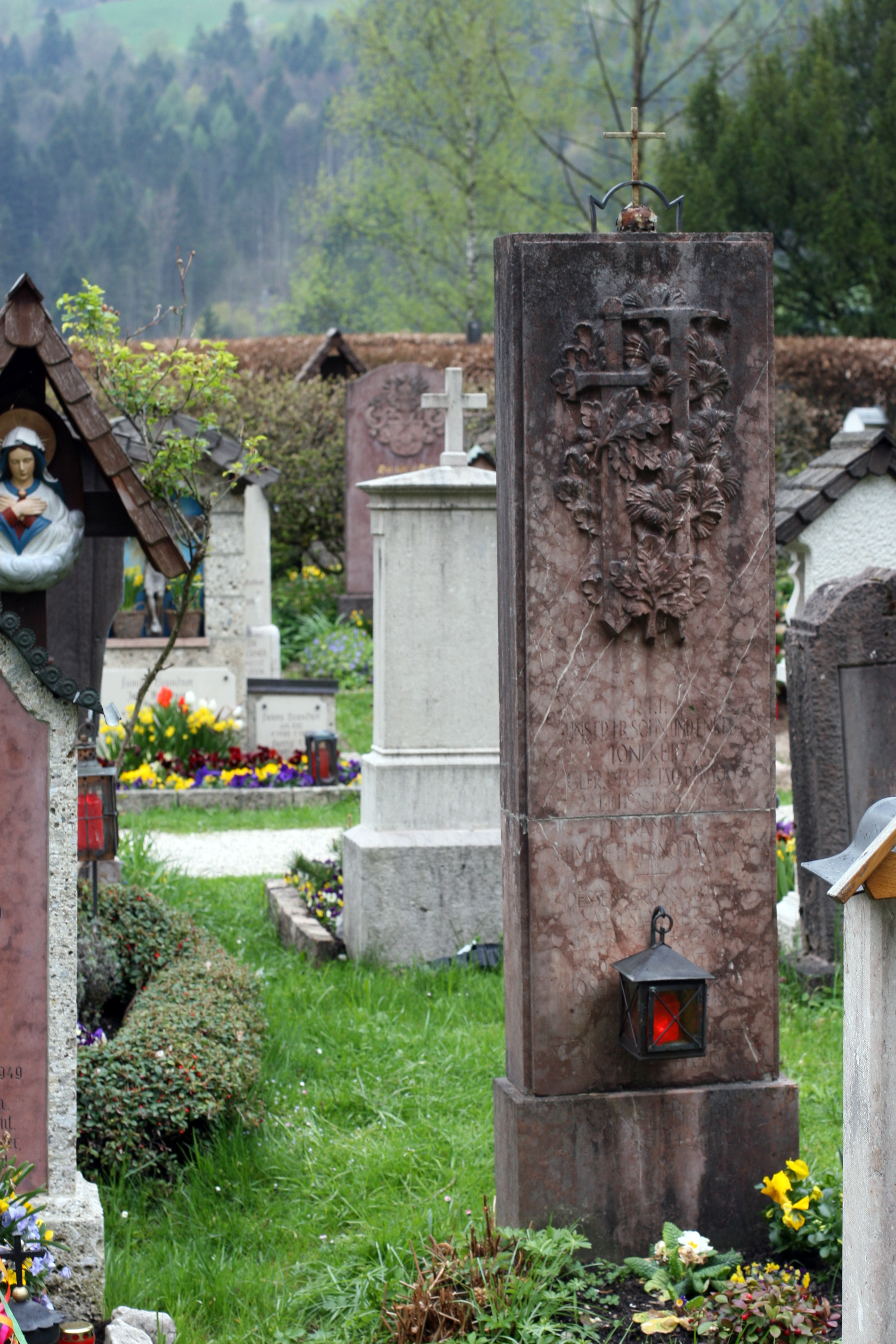
Tomba de Kurz a Berchtesgaden, Alemanya

Els guies de muntanya només tenien una corda llarga - 60 metres -. Hans Schlunegger la portava entre la seva esquena i la motxilla (no en la seva motxilla) per estalviar una mica de temps. Una pràctica habitual. Per desgràcia, en un moviment brusc la corda va caure als peus de la paret. Com a resultat, l'equip va combinar dues cordes més curtes per arribar a la longitud que necessitaven; però les cordes combinades encara es van quedar curtes. Kurz va tibar la seva corda, i ho va arreglar, i va començar el ràpel. Es va aturar a un parell de metres per sobre dels rescatadors pel nus. Desesperadament, Kurz va tractar de moure el nus per poder seguir baixant, però no ho va aconseguir. Davant la inutilitat de la seva situació, es va limitar a dir "Ich kann nicht mehr" ("no puc més") i va morir. El seu cos va ser recuperat per un equip alemany.